# Kispéter Miklós
Kispéter Miklós (eredeti neve: Krampol Miklós; 1936-ig) (Kőszeg, 1906. november 22. – Budapest, 1987. március 2.) magyar filmesztéta, egyetemi tanár. Az első magyar filmtudományi egyetemi doktori értekezés szerzője, a filmtudomány első magyarországi magántanára.

## Életpályája
Szülei: Krampol József (1878–1952) és Ringauf Helén voltak. Érettségi után színi pályára készült. Fiatalon ismert amatőrfényképész volt. 1930–1945 között a budapesti VIII. kerületi Zrínyi Miklós Gimnázium tanára volt. Az 1930-as évek elején a Pázmány Péter Tudományegyetemen középiskolai tanári oklevelet (1931) és bölcsészdoktori diplomát (1936) szerzett. Egyetemistaként került kapcsolatba a filmszakmával. 1934-ben Szekfű Gyula meghívta a Magyar Szemle filmrovatának vezetésére s kritikusának, amely munkát 1943-ig látott el. 1938–1939 között gyakorlati tapasztalatszerzés céljából külföldi filmgyárakban vágóként, illetve rövidfilmrendezőként dolgozott. 1939–1944 között az Országos Színészegyesület Színészképző Iskolájában oktatott filmgyakorlatot és filmelméletet. 1941-ben filmtárgyú értekezésével egyetemi magántanár lett. 1941–1951 között a Pázmány Péter Tudományegyetem magántanára volt. Munkássága 1945 után háttérbe szorult.
Sírja a Farkasréti temetőben található (Hv803-231. fülke).

## Művei
- Film és művészet (Budapest, 1936)
- A győzelmes film (Budapest, 1938)
- A film képei és rendszerei (Magyar Film, 1941)
- Film vagy színház? (Budapest, 1943)